# Höstslide
Aconogonon molle är en slideväxtart som först beskrevs av David Don, och fick sitt nu gällande namn av Kanesuke Hara. Aconogonon molle ingår i släktet sliden, och familjen slideväxter.

## Underarter
Arten delas in i följande underarter:
- A. m. paniculatum
- A. m. rude